# El Barri de l'Església (Granera)

El Barri de l'Església de Granera

El Barri de l'Església és un barri del poble de Granera, en el terme municipal del mateix nom, al Moianès.
És al centre del terme municipal, al sud-oest del Barri del Castell i del Castell de Granera. Aquest barri conté la Casa de la Vila del municipi, l'església parroquial de Sant Martí de Granera i la rectoria, actualment en desús com a residència del rector.
S'hi accedeix des de la carretera de Sant Llorenç Savall. A 95 metres del final de la carretera BV-1245, la que procedeix de Castellterçol, i de la capella de Santa Cecília arrenca cap a ponent una curta pista rural sense sortida que en quasi 400 metres mena al lloc on hi ha l'església parroquial, la rectoria i la Casa de la Vila.